# Little Cedar (Iowa)
Little Cedar es un lugar designado por el censo ubicado en el condado de Mitchell en el estado estadounidense de Iowa. En el Censo de 2010 tenía una población de 60 habitantes y una densidad poblacional de 13,09 personas por km².

## Geografía
Little Cedar se encuentra ubicado en las coordenadas 43°22′11″N 92°43′25″O / 43.36972, -92.72361. Según la Oficina del Censo de los Estados Unidos, Little Cedar tiene una superficie total de 4.58 km², de la cual 4.58 km² corresponden a tierra firme y (0%) 0 km² es agua.

## Demografía
Según el censo de 2010, había 60 personas residiendo en Little Cedar. La densidad de población era de 13,09 hab./km². De los 60 habitantes, Little Cedar estaba compuesto por el 100% blancos, el 0% eran afroamericanos, el 0% eran amerindios, el 0% eran asiáticos, el 0% eran isleños del Pacífico, el 0% eran de otras razas y el 0% pertenecían a dos o más razas. Del total de la población el 0% eran hispanos o latinos de cualquier raza.